# دانشگاه ایالتی مینوت
دانشگاه ایالتی مینوت (MSU یا MiSU) یک دانشگاه دولتی در مینوت، داکوتای شمالی است. این دانشگاه در سال 1913 به عنوان یک مدرسه عادی تأسیس شد و در حال حاضر سومین دانشگاه بزرگ در داکوتای شمالی است که برنامه‌های کارشناسی و کارشناسی ارشد را ارائه می‌دهد.

## رتبه دانشگاه
این دانشگاه در گزارش PayScale 2013-2014 در رتبه ۹۷۶ و در رتبه‌بندی ارزش تحصیلی PayScale در سال ۲۰۱۳ در رتبه ۱۳۴۶ قرار گرفت.

## ورزش
دانشگاه ایالتی مینوت در کنفرانس بین دانشگاهی خورشید شمالی (NSIC) که بخشی از بخش دوم NCAA است در رشته دو و میدانی رقابت می‌کند